# Транспорт в Венесуэле
Транспорт Венесуэлы представлен автомобильным, железнодорожным, воздушным, водным (морским, речным и озёрным) и трубопроводным, в населённых пунктах и между городами функционирует общественный транспорт пассажирских перевозок. Площадь страны составляет 912 050 км² (33-е место в мире). Форма территории страны — сложная; максимальное расстояние с севера на юг — 1271 км, с востока на запад — 1489 км.
Географическое положение Венесуэлы позволяет стране контролировать транспортные коридоры между государствами севера Южной Америки; морские маршруты в восточной части акватории Карибского моря.

## Автомобильный транспорт
Общая длина автомобильных дорог в Венесуэле по состоянию на 2014 год составляет 96 189 км (48-е место в мире).

## Железнодорожный транспорт
Общая длина железных дорог страны по состоянию на 2014 год составила 447 км (117-е место в мире), из которых 447 км стандартной 1435-мм колеи (414 км электрифицировано).

## Воздушный транспорт
В стране, по состоянию на 2013 год, работало 444 аэропорта (19-е место в мире), из них 127 с твердым покрытием взлётно-посадочных полос и 317 с грунтовым. Аэропорты страны по длине взлётно-посадочных полос подразделяются на следующие виды (в скобках отдельно количество без твердого покрытия):
- длиннее 10 тыс. футов (>3047 м) — 6 (0);
- от 8 тыс. до 10 тыс. футов (2438—3047 м) — 9 (3);
- от 5 тыс. до 8 тыс. футов (1524—2437 м) — 33 (57);
- от 3 тыс. до 5 тыс. футов (914—1523 м) — 62 (127);
- короче 3 тыс. футов (<914 м) — 17 (130)[1].

В стране по состоянию на 2015 год зарегистрировано 17 авиапредприятий, которые оперируют 122 воздушными судами. За 2015 год общий пассажирооборот на внутренних и международных рейсах составил 6,5 млн чел. За 2015 год воздушным транспортом было перевезено 6,2 млн тонно-километров грузов (без учёта багажа пассажиров).
В стране, по состоянию на 2013 год, сооружено и действовало 3 вертолётные площадки.
Венесуэла является членом Международной организации гражданской авиации (ICAO). Согласно статье 20 Чикагской конвенции о международной гражданской авиации 1944 года, Международная организация гражданской авиации для воздушных судов страны, по состоянию на 2016 год, закрепила регистрационный префикс — YV, основанный на радиопозывных, выделенных Международным союзом электросвязи (ITU). Аэропорты Венесуэлы имеют буквенный код ІКАО, начинающийся с — SV.

## Водный транспорт

### Морской транспорт
Главные морские порты страны: Ла-Гуайра, Маракайбо (город), Пуэрто-Кабельо, Пунта-Кардон. Нефтяные терминалы: Хосе.
Морской торговый флот страны, по состоянию на 2010 год, насчитывает 53 морских суда с тоннажем, большим 1 тыс. регистровых тонн (GRT) каждое (69-е место в мире), из которых: балкеров— 4, сухогрузов — 12, танкеров для химической продукции — 1, газовозов — 5, пассажирских судов — 1, грузопассажирских судов — 14, нефтяных танкеров — 16.
По состоянию на 2010 год, количество морских торговых судов, которые ходят под флагом страны, но являются собственностью других государств — 9 (Дании — 1, Эстонии — 1, Германии — 1, Греции — 4, Мексики — 1, Испании — 1); зарегистрированы под флагами других стран — 14 (Панамы — 13, Сент-Винсента и Гренадин — 1).

### Речной транспорт
Общая длина судоходных участков рек и водных трасс, доступных для судов с дедвейтом свыше 500 тонн, на 2011 год составила 7 100 км (20-е место в мире). Лишь река Ориноко (400 км) и озеро Маракайбо активно используются для этих целей.

## Трубопроводный транспорт
Общая длина газопроводов в Венесуэле, по состоянию на 2013 год, составила 5 941 км; нефтепроводов — 7 588 км; нефтепроводов тяжёлой нефти — 981 км; продуктопроводов — 1 778 км.

## Государственное управление
Государство осуществляет управление транспортной инфраструктурой страны через министерства наземного транспорта, воздушного и водного транспорта. По состоянию на 24 января 2017 года министерство в правительстве Николаса Мадуро Мороса возглавляли Рикардо Молина и генерал Джузеппе Йоффреда, соответственно.